# Michaela Staelberg
Michaela Staelberg (Krefeld, 22 de enero de 1995) es una deportista alemana que compite en remo. Ganó una medalla de oro en el Campeonato Europeo de Remo de 2019, en la prueba de cuatro scull.

## Palmarés internacional
| Campeonato Europeo | Campeonato Europeo | Campeonato Europeo | Campeonato Europeo |
| Año                | Lugar              | Medalla            | Prueba             |
| ------------------ | ------------------ | ------------------ | ------------------ |
| 2019               | Lucerna (Suiza)    | Medalla de oro     | Cuatro scull       |